# 山田村 (神奈川県)
山田村（やまだむら）は、神奈川県足柄上郡に存在した村。
現在の大井町中部、東名高速道路・大井松田インターチェンジ付近から南側を占めた。

## 歴史
- 1889年（明治22年）4月1日 - 町村制の施行により、山田村が単独村制。上中村との町村組合が発足し、組合役場を上中村大字篠窪に設置。大字は編成しなかった。
- 1946年（昭和21年）11月3日 - 上中村と合併して相和村が発足。同日山田村廃止。